# Fovslet Skov
Fovslet Skov er en offentlig skov, ejet af Naturstyrelsen, i Kolding Kommune på ca. 260 hektar.
Skoven er en løvskov med eg og bøg. Skoven grænser op til den mindre Hjarup Præsteskov og ligger ganske tæt på Svanemosen.

## Historie
Historisk var både Fovsletgård, Fovslet skov og Svanemosen krongods under Koldinghus. 
Fovsletgård blev solgt i 1700 tallet, mens  skov og mose forblev under kronen - som efterfølgende overgik til Statsskovvæsenet (Naturstyrelsen)
Fovslet Skov er en rest af den store Farrisskov, der indtil 1700-tallet strakte sig syd for Kongeåen.  Den store Farrisskov strakte sig oprindeligt som et bredt skovbælte tværs over Jylland.I middelalderen blev en del af skovene ryddet for at give plads til landbrugsjord. Andre skove i Kolding området har være en del af Farrisskoven, herunder Stenderup Skovene.

## Rekreativ
Skoven indeholder en række afmærkede vandrestier og ridestier  Heriblandt en rute fra Hjarup til nordenden af Fovslet Skov, kaldet Præstegårdsskoven  
Der er fri teltning i hele Fovslet Skov 

## Forhistorie
Skoven har en del gravhøje og i skovens Sydvestlige hjørne findes resterne af en borg/voldsted dateret fra 1067 e.Kr. 